# Klas Lundström (journalist)
Klas Lundström, född 1982 i Stockholm är en svensk författare , essäist och journalist. Som journalist reser Klas Lundström runt i världen och skriver reportage. Han har bland annat skrivit artiklar i Filter (tidskrift).